# Schönefeld, Landkreis Dahme-Spreewald
Schönefeld är en kommun och ort i Landkreis Dahme-Spreewald, Brandenburg, Tyskland, utanför Berlins sydöstra stadsgräns.
Schönefeld är framförallt känt för Berlin-Schönefelds flygplats som ersattes av nya Berlin Brandenburgs flygplats.

## Geografi
Schönefelds kommun är belägen omedelbart utanför Berlins sydöstra stadsgräns och gränsar till Berlinstadsdelarna Lichtenrade, Buckow, Gropiusstadt, Rudow, Altglienicke, Bohnsdorf och Grünau.  I Brandenburg gränsar kommunen till staden Mittenwalde i söder, Blankenfelde-Mahlow i väster samt orterna Schulzendorf och Zeuthen i öster.

### Administrativ indelning
Kommunen underindelas i följande orter som har status av Ortsteile (kommundelar):
- Schönefeld
- Grossziethen med Kleinziethen
- Kiekebusch med Karlshof
- Selchow
- Waltersdorf med Rotberg, Siedlung Hubertus, Siedlung Waltersdorf, Tollkrug och Vorwerk.
- Wassmannsdorf

## Historia
Byn Schönefeld omnämns skriftligen första gången 1242. Flera andra byar i trakten grundades av tysktalande kolonisatörer under 1200- och 1300-talen.
Firman Henschel tillverkade mellan 1934 och 1945 flygplan på det område som idag tillhör Berlin-Schönefelds flygplats.  Efter 1945 övertogs flygfältet av de sovjetiska ockupationsstyrkorna; från 1946 bedrevs även civil trafik från området av Aeroflot.
Schönefelds kommun (Gemeinde Schönefeld) domineras idag till stor del av flygplatsområdet, som ligger direkt i anslutning till centralorten Schönefeld.  Till orten hör sedan 2003 även byarna Grossziethen, Kiekebusch, Selchow, Waltersdorf och Wassmannsdorf, samt sedan 2004 delar av den tidigare kommunen Diepensee.  Före Tysklands återförening, när Berlinmuren stod vid stadsgränsen mot Västberlin, var stora delar av området lantligt, men sedan 1990-talet har många nya bostäder byggts utanför Berlins stadsgräns.

## Kommunikationer

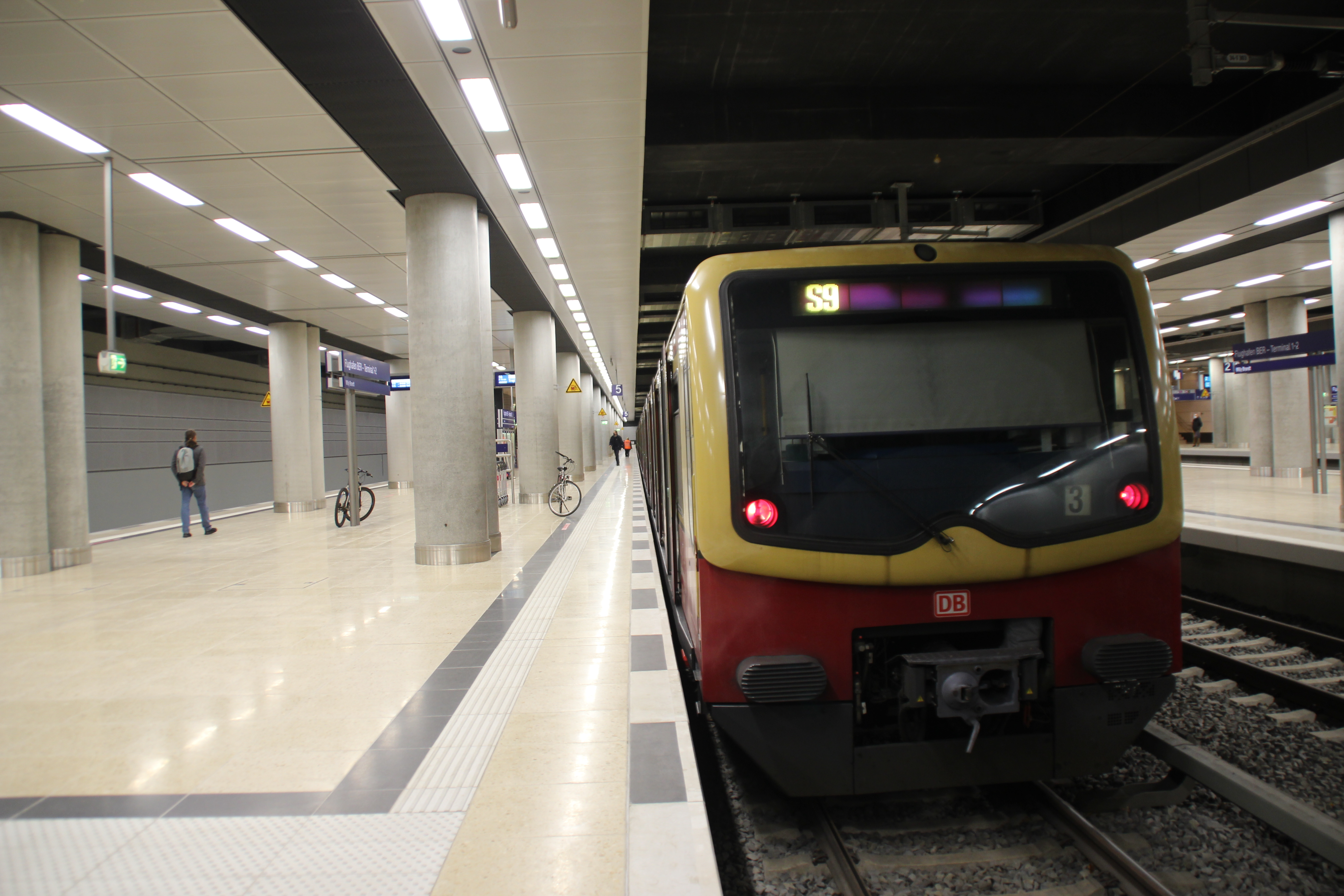
Underjordiska järnvägsstationen Flughafen BER

Schönefeld har givit namn åt Berlin-Schönefelds flygplats, som blev Terminal 5 på Berlin Brandenburgs flygplats som invigdes 2020, men sedan november 2022 stängdes Schönefeld ner för gott.
Orten Schönefeld har även tre järnvägsstationer, Flughafen BER som är belägen under flygplatsen, med fjärr-, regionaltågs- och pendeltågsförbindelser till Berlin och omkringliggande orter samt stationerna Schönefeld och Wassmannsdorf som har pendeltåg.